# Eutrapelia
La eutrapelia (del griego: εὐτραπελία, eutrapelía, "ingenio", "broma amable") es el modo agradable, gracioso y afable en el trato común con otras personas. Es también la simpatía en la conversación, con facilidad y buen sentido del humor. 
Se considera una virtud, que regla sus acciones con la prudencia.

## Virtud en Aristóteles
Para Aristóteles, en su Ética a Nicómaco, que diferencia entre virtudes morales como la generosidad y la templanza, incluye a la eutrapelia entre las virtudes intelectuales, junto a la sabiduría, la ciencia o la prudencia.
La considera como una aplicación de la doctrina del 'justo medio' entre la grosería (ἀγροικία) y la bufonería (βωμολοχία). Cuando se interpreta de manera restringida, la eutrapelia es asociada con una emoción de la misma manera que la modestia y la rectitud se asocian con la emoción; mientras que no está vinculada a ninguna emoción en particular cuando se interpreta en términos más amplios, y es clasificada con veracidad, amabilidad y dignidad en la categoría de disposiciones medias que no pueden ser llamadas pathetikai mesotetes.

## Nuevo Testamento
Durante un tiempo, eutrapelia llegó a identificarse principalmente con bromas obscenas y groseras. La palabra aparece sólo una vez en el Nuevo Testamento, en Efesios 5:4, donde se traduce como 'broma grosera', en la versión Reina Valera Actualizada de 2015.

## Tomás de Aquino
El influyente filósofo medieval, Tomás de Aquino (1225-1274), vio nuevamente la eutrapelia con una luz positiva, favoreciendo la antigua noción aristotélica de que está constituida por una relajación mental y una diversión honorable.
En su Summa Theologica, Tomás de Aquino la convierte en la virtud de la moderación en relación con las chanzas o bromas, y sostiene, por contra, que la falta de alegría es un vicio.

## Edad Media
En la segunda mitad del siglo XIII, el concepto fue considerado un estado de placer juicioso y vuelto a ser considerado una virtud por los filósofos.